# Shunta Takahashi
Shunta Takahashi (født 9. februar 1989) er en japansk fodboldspiller, som spiller for den japanske fodboldklub Thespakusatsu Gunma.